# Robert E. Kramek
Robert Edward Kramek (Manhattan, 15 de diciembre de 1939-Houston, 20 de octubre de 2016) fue un almirante de la Guardia Costera de los Estados Unidos que ejerció como vigésimo comandante de 1994 a 1998.

## Trayectoria
Durante su mandato como comandante, dirigió con éxito el servicio a través de difíciles batallas presupuestarias cada año y dirigió el plan de "racionalización" que fue ordenado por la Revisión Nacional de Desempeño y el "Mandato para el Cambio".
Al graduarse de la Academia de la Guardia Costera en 1961, fue comisionado. Rápidamente avanzó, aceptando asignaciones como comandante del cúter de alta resistencia USCGC Midgett, comandante de la base de la Guardia Costera en Governors Island, comandante de los distritos de la Guardia Costera 7 y 13, Coordinador Regional de Interdicción de Drogas, Coordinador de la Fuerza de Tarea de Migración Haitiana y Jefe de Estado Mayor de la Guardia Costera antes de convertirse en Comandante.